# Strada statale 265 dei Ponti della Valle
La ex strada statale 265 dei Ponti della Valle (SS 265), ora strada provinciale 116 Ponti della Valle (SP 116) in provincia di Benevento e strada provinciale 335 ex SS 265 dei Ponti della Valle (SP 335) in provincia di Caserta, è una strada provinciale italiana che attraversa le province di Benevento, Caserta e in maniera meno ingente la Città metropolitana di Napoli.
Il limite è di 110 km/h solo nel tratto tra Trentola-Ducenta fino all’allacciamento con la SS162NC, il resto e di 60 km/h.
Prende il nome dall'acquedotto carolino (i ponti della valle), la grande opera idraulica progettata da Luigi Vanvitelli su commissione di Carlo III, che si trova nell'omonima località a Valle di Maddaloni al centro della strada, la quale può proseguire passando al di sotto dei suoi archi.

## Percorso
La strada ha origine ad Amorosi, in provincia di Benevento, dove si innesta sulla ex SS 87 Sannitica. La strada procede poi in direzione sud-ovest, viaggiando più o meno parallela alla strada statale 265var di Fondo Valle Isclero (di più recente costruzione) ex SP 116, strada di rapida percorrenza tra la zona di Maddaloni della provincia di Caserta e la strada statale 372 Telesina.
I due tracciati si uniscono nei pressi di Valle di Maddaloni, proseguendo in maniera più lineare del precedente tratto, evitando in variante l'abitato di Maddaloni nei pressi del quale incrocia la strada statale 7 Via Appia e la strada statale 700 della Reggia di Caserta, proseguendo fino al casello Caserta Sud dell'A1 Milano-Napoli. Dopo l'area di svincolo, la strada assume caratteristiche di strada extraurbana principale, evitando l'attraversamento dei centri abitati di Marcianise.
La strada incrocia quindi la SS 7 bis nei pressi di Casaluce, e devia verso sud facendo da spartiacque fra i centri abitati di Frignano, San Marcellino, Trentola-Ducenta e Parete ad ovest, e Aversa e Lusciano ad est. Il tracciato infine termina innestandosi sull'Asse Mediano, nel comune di Giugliano in Campania.
In seguito al decreto legislativo n. 112 del 1998, dal 17 ottobre 2001 la gestione è passata dall'ANAS alla Regione Campania, che ha ulteriormente devoluto le competenze alle province di Benevento e della Città metropolitana di Napoli (ex provincia) nonché, in data 22 ottobre 2001, alla Provincia di Caserta per le tratte territorialmente competenti.

## Percorso storico
L'attuale tracciato differisce da quello storico, risalente alla sua classificazione, nel tratto oltre Maddaloni. Il vecchio itinerario attraversa il centro abitato di Maddaloni (Via Ponte Carolino, Via San Francesco D'Assisi, Via Cornato) e rimanendo più a nord del nuovo tracciato, attraversava i centri abitati di San Marco Evangelista e Marcianise (Via 8 marzo, Via Foresta Viale della Libertà, Via Raffaele Musone), terminando il proprio percorso sul tracciato storico della strada statale 7 bis di Terra di Lavoro al confine con in comune di Casaluce.

## Percorso riclassificato
A partire dal 2021 il percorso della ex Strada provinciale 335 (SP 335), dall'innesto con la strada provinciale 116 Ponti della Valle (SP 116) in località Valle di Maddaloni fino allo svincolo con la Strada statale 700 in località Maddaloni via Caudina, è tornato di nuovo con la dominazione di Strada statale 265 (SS 265) sotto la gestione di ANAS.

## Tabella percorso come strada extraurbana principale
| ex SS 265 dei Ponti della Valle |                                                                           |      |           |
| Tipo                            | Indicazione                                                               | ↓km↓ | Provincia |
|                                 | I.S.E. ex Sannitica nuova - Marcianise                                    | 29,5 | CE        |
|                                 | Zona Industriale Marcianise                                               | 30,9 | CE        |
|                                 | Marcianise                                                                | 32,0 | CE        |
|                                 | Galleria RFI (50 m)                                                       | 32,5 | CE        |
|                                 | Bretella di Marcianise Ovest                                              | 33,8 | CE        |
|                                 | Gricignano di Aversa                                                      | 35,6 | CE        |
|                                 | Area di Servizio                                                          | 36,9 | CE        |
|                                 | Teverola - Zona Industriale                                               | 37,5 | CE        |
|                                 | Capua                                                                     | 37,9 | CE        |
|                                 | Strada statale 7 bis di Terra di Lavoro Nola - Acerra-Villa Literno       | 40,8 | CE        |
|                                 | Frignano - Casaluce                                                       | 42,3 | CE        |
|                                 | Area di Servizio                                                          | 42,9 | CE        |
|                                 | Aversa Nord - San Marcellino                                              | 44,0 | CE        |
|                                 | Trentola-Ducenta                                                          | 46,4 | CE        |
|                                 | Aversa Sud - Lusciano                                                     | 46,7 | CE        |
|                                 | Area di Servizio                                                          | 48,0 |           |
|                                 | ex SS 162 NC Asse Mediano Lago Patria-Acerra Giugliano - Melito di Napoli | 49,3 | NA        |

## Strada provinciale 335 Racc dei Ponti della Valle
La ex Strada statale 265 Raccordo dei Ponti della Valle ora Strada provinciale 335racc dei Ponti della Valle o Strada provinciale 335 Raccordo Interporto Sud Europa è una strada provinciale italiana che mette in collegamento le arterie della Strada provinciale 335 dei Ponti della Valle in uscita Caserta e della SP Interporto Sud Europa

## Strada statale 265 Var di Fondo Valle Isclero
La ex Strada statale 265 di Fondo Valle Isclero (SS265) già Strada provinciale 115 di Fondo Valle Isclero (SP115), poi Strada statale 265 var di Fondo Valle Isclero (SS265Var) è una strada statale italiana che mette in collegamento le località di San Salvatore Telesino e Valle di Maddaloni

### Percorso
| di Fondo Valle Isclero       |                                                                           |      |           |
| Tipo                         | Indicazione                                                               | Km   | Provincia |
|                              | Benevento                                                                 | 0,0  | BN        |
| Caianello (A1 Milano-Napoli) |                                                                           | 0,0  | BN        |
|                              | Puglianello San Salvatore Telesino                                        | 0,6  | BN        |
|                              | Telese Terme Amorosi                                                      | 4,9  | BN        |
|                              | Frasso Telesino Amorosi Melizzano                                         | 5,8  | BN        |
|                              | Solopaca                                                                  | 7,6  | BN        |
|                              | Dugenta Limatola                                                          | 10,0 | BN        |
|                              | Sant'Agata de' Goti Sant'Alfonso Maria de' Liguori di Sant'Agata de' Goti | 14,8 | BN        |
|                              | Zona Industriale di Sant'Agata de' Goti Limatola Valle di Maddaloni       | 17,2 | BN        |
|                              | Maddaloni                                                                 | 20,6 | BN        |

## Strada Scorrimento Veloce di Fondo Valle Isclero
La Strada Scorrimento Veloce di Fondo Valle Isclero o comunemente Strada statale 265 var bis di Fondo Valle Isclero e Strada statale 265 var/c di Fondo Valle Isclero per il terzo tratto, è una strada statale italiana a scorrimento veloce che mette in collegamento la Strada statale 265 var in località di Sant'Agata de' Goti e la Strada statale 7 Appia in località Paolisi.
Il tratto tra le località di Faggiano e quella di Paolini, risulta ancora chiuso per ritrovamenti, lungo il percorso, di resti della necropoli Sannita di Saticula. L'apertura del tratto della carreggiata è previsto tra gli inizi e il secondo trimestre del 2022.

### Percorso
| Strada Scorrimento Veloce di Fondo Valle Isclero |                                                                           |      |           |
| Tipo                                             | Indicazione                                                               | Km   | Provincia |
|                                                  | Sant'Agata de' Goti                                                       | 0,0  | BN        |
|                                                  | Sant'Agata de' Goti Sant'Alfonso Maria de' Liguori di Sant'Agata de' Goti | 4,5  | BN        |
|                                                  | Faggiano                                                                  | 4,8  | BN        |
|                                                  | SSV Fondo Valle Isclero III Tronco                                        | 8,5  | BN        |
|                                                  | Moiano                                                                    | 9,2  | BN        |
|                                                  | Pastorano - Bucciano Moiano                                               | 10,0 | BN        |
|                                                  | Bucciano - Moiano - Tuoro                                                 | 11,2 | BN        |
|                                                  | Airola                                                                    | 14,4 | BN        |
|                                                  | Paolisi Strada ASI Via Appia-San Martino Valle Caudina                    | 15,8 | BN        |